# Rivetina syriaca mesopotamica
Rivetina syriaca mesopotamica es una subespecie de mantis de la familia Mantidae.

## Distribución geográfica
Se encuentra en Irak.